# Netherlands Armed Forces Integrated Network
Het Netherlands Armed Forces Integrated Network (NAFIN) is een eigen, zwaar beveiligd glasvezelnetwerk van het Nederlandse ministerie van Defensie. Dit netwerk wordt beheerd door het Joint Informatievoorziening Commando (JIVC), het IT-bedrijf van Defensie. Het JIVC verzorgt het aan- en afkoppelen van locaties aan het NAFIN en is gevestigd in Huis ter Heide. In 2019 noemde het defensie magazine het NAFIN "ons eerste wapensysteem".
NAFIN is een geïntegreerd statisch interlokaal verbindingsstelsel voor spraak- en datacommunicatie voor de gehele defensieorganisatie. In 1996 heeft de PTT (nu KPN) het kabelnet, in totaal ongeveer 3300 km glasvezel, opgeleverd. De firma Nortel (voorheen Northern Telecom) heeft op alle defensie-objecten de transmissie-apparatuur geïnstalleerd voor het verzenden van elektro-optische signalen via het glasvezelkabelnet.
Voor het beheer van NAFIN werd op de vliegbasis Soesterberg een Netwerk Management Centrum (NMC) ingericht en in Hilversum een uitwijkfaciliteit. Voor de instandhouding van de glasvezelbekabeling en de transmissie-apparatuur zijn langlopende onderhoudscontracten gesloten met de PTT en Nortel. In 1997 heeft NAFIN vrijwel alle interlokale verbindingen overgenomen die toen nog via PTT-huurlijnen verliepen. Het lokale transport en de verwerking van de data binnen defensie-objecten maken geen deel uit van NAFIN. De satelliet-grondstations en tactische mobiele defensienetwerken werden in 1997 op NAFIN aangesloten.
Sinds 2004 fungeert NAFIN tevens als backbone voor het C2000-communicatienetwerk voor de OOV-diensten (Openbare Orde en Veiligheid).

## Incidenten

### Incident 2022
In december 2022 verliest de militaire luchtverkeersleiding  alle communicatie met toestellen in de lucht en kan defensie niet meer communiceren met Schiphol. Na een paar dagen wordt de oorzaak bij de Belastingsdienst gelegd. De belastingdienst had zoveel data verstuurd dat er geen vrije capaciteit was voor data van de luchtverkeersleiding.

### Communicatieverlies met militairen op buitenlandse missie in januari 2024
In januari 2024 had defensie door netwerkproblemen gedurende meerdere uren geen contact met militairen in missiegebieden.

### Landelijk ICT-incident 2024
In augustus 2024 speelde dit netwerk een rol in een landelijke ICT-storing. De reactie van de minister van Defensie was gepubliceerd op de website van de Tweede Kamer en luidde: "Vandaag heeft zich een technische storing voorgedaan als gevolg van een softwarefout op een van de IT-netwerken van Defensie: "Dit heeft uitwerking gehad op meerdere locaties binnen het netwerk" [..] "Door een fout in de softwarecode is een probleem ontstaan in de tijdsynchronisatie op het netwerk."

### Veiligheid Netwerk
Volgens de Algemene Rekenkamer is de beveiliging van het Nafin Netwerk anno 2024 niet goed op orde. Noodzakelijke backuplijnen zouden niet altijd aanwezig zijn en sommige netwerkkastten zouden toegankelijk zijn voor onbevoegden en zo de kans op sabotage verhogen.